# Конрад Детрез
Конрад Детрез (на френски: Conrad Detrez) е белгийски писател, поет и преводач, член на движението за идентичност на Валония. Неговата трескава и барокова работа, подхранвана от селското му детство и семинаристката младост в Белгия, бруталното му пробуждане в политиката и сексуалността в Южна Америка, а след това признанието му за писател и мисията му като политически съветник в Централна Америка, особено във френското посолство в Никарагуа, е белязана от склонността към бум, излишък и фантазия, съчетавайки фламандската традиция с реалистичните и фантастични форми на латиноамериканската литература. В творчеството си смесва мистицизма, революционната надежда и хомосексуалния еротизъм.

## Биография
Конрад Детрез е роден на 1 април 1937 г. в Рокльон сюр Гир, провинция Лимбург, Белгия. Баща му е с валонски произход, а майка му с фламандски. Детството му преминава в атмосферата на селския католицизъм, белязано е от бомбардировките, наводненията на Геер, втората белгийска училищна война, ужаса, който изпитва пред животните, заклани от баща му, касапин по професия. Той е блестящ ученик в общинското училище в селото и в катехизма на енорията. Постъпва в колежа на Визе от 1949 г., а по-късно и в Ерстал, учейки гръцко-латинско средно образование и след изпит от свещеничеството влиза в семинарията на Синт Тройден през 1957 г. Когато майка му умира през 1959 г. той учи философия и теология в Католическия университет в Льовен.
Среща се с млади студенти от Третия свят, които му откриват своята икономическа реалност, негодува от войната в Алжир, впечатлен е от големите бунтовнически стачки на работническата класа във Валония през зимата 1960 – 1961 г., той откликва на проблемите на деколонизацията на Африка и революцията, инициирана от Фидел Кастро, и на необходимостта от политически действия. Преминавайки религиозна, философска и морална криза, той прекъсва образованието си и се отказва да влезе в ордена.
Подобно на много представители на своето поколение, Конрад Детрез вярва, че трансформацията на света е възможна в третия свят повече, отколкото в Европа. Освобождавайки се от църквата, семейството, селото и непосредствената военна служба в Белгийско Конго, той емигрира през 1962 г. в Бразилия.
Учи творческо писане в Рио де Жанейро, град с еротичен климат и свободни обноски, които провокират бързо пробуждане, при двойни хомосексуални и хетеросексуални форми на чувственост. Става журналист и е активен член на опозиционната партия „Movimiento Democratico Brasileiro“, най-вече под влияние на Карлос Маригела, срещу диктаторския режим на генерал Кастело Бранко. През февруари 1967 г. е вкаран в затвора за шест дни, където е изтезаван и е експулсирани. Следващата година се връща в Бразилия, и се включва с нелегалните борби на опозицията, но се чувства заплашен и напуска страната.
Връщайки се в Европа, Белгия и Франция, Конрад Детрез живее в Париж през 1968 г. През 1970 г. публикува първата си книга – „За освобождението на Бразилия“, написана в сътрудничество с Карлос Маригела. Тя е забранена от министъра на вътрешните работи, Раймонд Марселин, който използва декрет от 6 май 1939 г. за необходимостта от национална отбрана, публикуван с имената на 23-те най-големи френски издатели, които декларират солидарна отговорност.
Детрез е гей. Осъден е на две години затвор от военен съд в Рио де Жанейро, проваля се в своята революционна надежда, в своя емоционален живот, и в своето хомосексуално маргинализиране. Той се оттегля в Алжир като учител в провинциална гимназия в Сур Ел Гьозлане (област Буира), където преподава и поета Витал Лахай. Продължава робата си по бразилските произведения, започнати в Париж.
През 1972 г. се връща в Брюксел и през 1974 г. е публикуван вторият му роман „Les pâtres de la nuit“ (Пастирите на нощта).
През 1978 г. се премества в Париж, като сътрудничи в списанията „Le Matin de Paris“ и „Le Magazine littéraire“. Същата година е публикуван третият му роман „L'herbe à brûler“ (Тревата гори), който представя от живота се на възраст между 18 и 30 г. и разделянето с университета в Льовен. Романът печели наградата „Ренодо“.
Реабилитиран е от правителството на Бразилия и се завръща там през 1980 г.
Става натурализиран французин на 28 март 1982 г. и е назначен през септември за културен аташе в Манагуа. Страната е белязана от революцията на сандинистите и част от романа му „La ceinture de feu“ (Огненият пръстен) е посветен на нея.
Остава в Никарагуа до септември 1984 г. страдайки от първите атаки на СПИН.
Конрад Детрез умира на 12 февруари 1985 г. в Париж. През 1986 г. е издаден последният му роман „La mélancolie du voyeur“ (Меланхолията на воайора), за живота на човека в последния му житейски курс.

## Произведения
- Pour la liberation du Bresil (1970) – с Карлос Маригела
- Les pâtres de la nuit (1975)
- L'herbe à brûler (1977) – награда „Ренодо“
- Caballero ou l'irrésistible corps de l'homme-dieu (1980)
- La lutte finale (1980)
- Le dragueur de Dieu (1980)
- Les Noms de la tribu (1981)
- Le mâle apôtre (1982) – поезия
- La guerre blanche (1982)
- La ceinture de feu (1984)
- La mélancolie du voyeur (1986)
- Ludo: roman (1988)
- Les plumes du coq (1995)